# آرتور میناسیان
آرتور هراندی میناسیان (ارمنی: Արթուր Հրանտի Մինասյան؛ زادهٔ ۴ ژوئن ۱۹۷۷) یک بازیکن فوتبال اهل ارمنستان است.

## باشگاهی
از باشگاه‌هایی که در آن بازی کرده‌است می‌توان به بانانتس، اسپارتاک ایروان، آرارات ایروان، ایروان و لرناین آرتساخ اشاره کرد.

## تیم ملی
وی همچنین در تیم ملی فوتبال ارمنستان بازی کرده است. میناسیان نخستین بازی ملی خود را در سال ۲۰۰۰ در  انجام داده است.

### آمارهای تیم ملی
| تیم ملی فوتبال ارمنستان | تیم ملی فوتبال ارمنستان | تیم ملی فوتبال ارمنستان |
| سال                     | حضورها                  | گل‌ها                    |
| ----------------------- | ----------------------- | ----------------------- |
| ۲۰۰۰                    | ۲                       | ۰                       |
| ۲۰۰۱                    | ۱                       | ۱                       |
| ۲۰۰۲                    | ۲                       | ۰                       |
| ۲۰۰۳                    | ۱                       | ۰                       |
| ۲۰۰۴                    | ۰                       | ۰                       |
| ۲۰۰۵                    | ۰                       | ۰                       |
| ۲۰۰۶                    | ۱                       | ۰                       |
| ۲۰۰۷                    | ۲                       | ۰                       |
| ۲۰۰۸                    | ۲                       | ۰                       |
| مجموع                   | ۱۱                      | ۱                       |